# В тылу врага: Диверсанты 2
«В тылу врага: Диверсанты 2» (англ. Silent Heroes 2) — компьютерная игра в жанре стратегии, разработанная Best Way и Dark Fox, и изданная компанией 1С 6 октября 2006 года. Является частью серии «В тылу врага» и второй игрой в подсерии «Диверсанты».

## Игровой процесс
Игра состоит из десяти миссий, разворачивающихся во времена Второй мировой войны. В игре присутствует полная разрушаемость и продвинутая система укрытий. Главный герой игры — Екатерина Стрельникова. 

## Отзывы критиков
| Сводный рейтинг       | Сводный рейтинг |
| Агрегатор             | Оценка          |
| --------------------- | --------------- |
| «Критиканство»        | 56/100          |
| Русскоязычные издания |                 |
| Издание               | Оценка          |
| Absolute Games        | 55 %            |
| «Игромания»           | 5,5/10          |

«В тылу врага: Диверсанты 2» получила средние отзывы, согласно агрегатору рецензий Критиканство. Редакция журнала Игромания назвала проект хамским примером того, как разработчики наживаются на фанатах оригинального проекта.